# 波兰共产党 (2002年)
波兰共产党（波蘭語：Komunistyczna Partia Polski，缩写为KPP）是波兰的一个共产主义政党。该党成立于2002年10月9日，前身是1990年成立的波兰共产主义者联盟“无产阶级”。该党的意识形态是共产主义、马克思列宁主义、反修正主义。该党的政治立场是极左翼。该党的领导人是克鲁兹斯托夫·斯威伊。该党的青年翼是波兰共产主义青年。2017年，该党有约300名党员。该党是共产党和工人党国际会议的成员。